# 安德烈亚·贝卡里
安德烈亚·贝卡里（義大利語：Andrea Beccari，1978年6月12日—），意大利男子游泳运动员。他曾代表意大利参加世界游泳锦标赛，获得一枚银牌。他也曾参加2000年和2004年夏季奥运会。